# كلير الكسندر
كلير الكسندر هو لاعب هوكي الجليد كندي، ولد في 16 يونيو 1945 في كولينجوود في كندا.

## وصلات خارجية
- كلير الكسندر على موقع دوري الهوكي الوطني (الإنجليزية)
- كلير الكسندر على موقع قاعة مشاهير الهوكي (لاعب أن.إتش.أل) (الإنجليزية)
- كلير الكسندر على موقع EliteProspects.com (الإنجليزية)
- كلير الكسندر على موقع HockeyDB.com (الإنجليزية)
- كلير الكسندر على موقع Hockey-Reference.com (الإنجليزية)